# Liste der kreisfreien Städte und Stadtkreise Deutschlands
Bei der folgenden Liste werden alle kreisfreien Städte bzw. Stadtkreise, die im Gebiet der heutigen Bundesrepublik Deutschland liegen, seit Beginn der Reichsgründung 1871 mit dem Datum ihrer Entstehung und ihrer Auflösung aufgelistet. Alle derzeit in Deutschland existierenden kreisfreien Städte und Stadtkreise werden in der Liste farblich hervorgehoben.

## Stadtkreise in Deutschland
Die Bezeichnungen für die Stadtkreise in Deutschland waren sehr unterschiedlich. Sie reichten von (selbst- oder eigenständige) Stadt über kreisunmittelbare Stadt, kreisfreie Stadt, Residenzstadt, Immediatstadt bis hin zu dem heute noch in Baden-Württemberg gebräuchlichen Stadtkreis.
Auch die Regelungen für die Hervorhebung bestimmter Städte durch Ausgliederung aus den sie umgebenden Ämtern, Amtsbezirken, Bezirksämtern, Kreisen etc. ist und war in den verschiedenen Ländern des Deutschen Reiches und der Bundesrepublik Deutschland unterschiedlich. In Mecklenburg-Schwerin und Mecklenburg-Strelitz wurden erst zu Anfang der Weimarer Republik neuzeitliche Verwaltungsstrukturen eingeführt, die mit denen der anderen Länder vergleichbar waren. Daher werden hier nur diejenigen mecklenburgischen Städte gelistet, die auch noch in den 1930er Jahren amtsfrei waren.

## Sonderfälle
Für die Städte Aachen, Göttingen, Hannover und Saarbrücken gelten Sonderregelungen. Sie wurden entweder in einen Kommunalverband besonderer Art oder – im Fall Göttingen – in den gleichnamigen Landkreis mit dem Behalt von Sonderrechten eingegliedert.

## Abkürzungen
- A = Auflösung
- N = Neubildung
- NÄ = Namensänderung
- (grt) = größtenteils (in der Regel der Teil mit der ehemaligen Kreisstadt)
- (t) = teilweise
-  = aktuelle kreisfreie Stadt

## A
| kreisfreie Stadt | Datum      | Neubildung                                | Datum      | Auflösung                   |
| ---------------- | ---------- | ----------------------------------------- | ---------- | --------------------------- |
| Aachen           |            |                                           | 21.10.2009 | A > Städteregion Aachen (t) |
| Altenburg        | 01.04.1900 | N < Verwaltungsbezirk Altenburg (t)       | 01.07.1950 | A > Landkreis Altenburg     |
| Altona           |            |                                           | 01.04.1938 | A > Hamburg                 |
| Amberg           |            |                                           |            |                             |
| Ansbach          |            |                                           |            |                             |
| Apolda           | 01.10.1922 | N < Verwaltungsbezirk Apolda (t)          | 01.07.1950 | A > Landkreis Weimar        |
| Arnstadt         | 01.10.1912 | N < Verwaltungsbezirk Arnstadt (t)        | 01.07.1950 | A > Landkreis Arnstadt      |
| Aschaffenburg    |            |                                           |            |                             |
| Aschersleben     | 01.04.1901 | N < Kreis Quedlinburg (t)                 | 01.07.1950 | A > Landkreis Bernburg      |
| Aue              | 30.06.1924 | N < Amtshauptmannschaft Schwarzenberg (t) | ca. 1946   | A > Landkreis Aue           |
| Augsburg         |            |                                           |            |                             |

## B
| kreisfreie Stadt         | Datum      | Neubildung                                                   | Datum      | Auflösung                     |
| ------------------------ | ---------- | ------------------------------------------------------------ | ---------- | ----------------------------- |
| Baden-Baden              | 29.06.1939 | N < Landkreis Rastatt (t)                                    |            |                               |
| Bad Kissingen            | 01.01.1908 | N < Bezirksamt Bad Kissingen (t)                             | 01.04.1940 | A > Landkreis Bad Kissingen   |
| Bad Kissingen            | 01.04.1948 | N < Landkreis Bad Kissingen (t)                              | 01.07.1972 | A > Landkreis Bad Kissingen   |
| Bad Reichenhall          | 01.04.1929 | N < Bezirksamt Berchtesgaden (t)                             | 01.04.1940 | A > Landkreis Berchtesgaden   |
| Bad Reichenhall          | 01.04.1948 | N < Landkreis Berchtesgaden (t)                              | 01.07.1972 | A > Landkreis Bad Reichenhall |
| Bad Salzuflen            |            |                                                              | 01.04.1934 | A > Kreis Lemgo               |
| Bamberg                  |            |                                                              |            |                               |
| Barmen                   |            |                                                              | 01.08.1929 | A > Barmen-Elberfeld          |
| Barmen-Elberfeld         | 01.08.1929 | N < Barmen, Elberfeld und Kreise Lennep (t) und Mettmann (t) | 25.01.1930 | NÄ > Wuppertal                |
| Barntrup                 |            |                                                              | 01.04.1932 | A > Kreis Lemgo               |
| Bautzen                  | 01.01.1915 | N < Amtshauptmannschaft Bautzen (t)                          | ca. 1946   | A > Landkreis Bautzen         |
| Bayreuth                 |            |                                                              |            |                               |
| Bergedorf                | 02.01.1924 | N < Landherrenschaft Bergedorf (t)                           | 01.04.1938 | A > Hamburg                   |
| Berlin                   |            |                                                              |            |                               |
| Berlin-Schöneberg        | 01.04.1912 | NÄ < Schöneberg                                              | 01.10.1920 | A > Berlin                    |
| Berlin-Wilmersdorf       | 01.04.1912 | NÄ < Deutsch-Wilmersdorf                                     | 01.10.1920 | A > Berlin                    |
| Bernburg (Saale)         | 13.04.1933 | N < Landkreis Bernburg (t)                                   | 01.07.1950 | A > Landkreis Bernburg        |
| Bielefeld                | 01.10.1878 | N < Kreis Bielefeld (t)                                      |            |                               |
| Blomberg                 |            |                                                              | 01.04.1932 | A > Kreis Detmold             |
| Bocholt                  | 01.09.1923 | N < Kreis Borken (t)                                         | 01.01.1975 | A > Kreis Borken              |
| Bochum                   | 24.05.1876 | N < Kreis Bochum (t)                                         |            |                               |
| Bonn                     | 01.10.1887 | N < Kreis Bonn (t)                                           |            |                               |
| Bottrop                  | 01.01.1921 | N < Landkreis Recklinghausen (t)                             |            |                               |
| Brandenburg an der Havel | 01.04.1881 | N < Kreis Westhavelland (t)                                  |            |                               |
| Braunschweig             | 01.04.1925 | N < Landkreis Braunschweig                                   |            |                               |
| Bremen                   |            |                                                              |            |                               |
| Bremerhaven              |            |                                                              | 01.11.1939 | A > Wesermünde                |
| Bremerhaven              | 01.01.1947 | NÄ < Wesermünde                                              |            |                               |
| Bückeburg                |            |                                                              | 01.04.1934 | A > Kreis Bückeburg           |
| Buer                     | 01.02.1912 | N < Landkreis Recklinghausen (t)                             | 01.04.1928 | A > Gelsenkirchen-Buer        |
| Burg                     | 01.06.1924 | N < Landkreis Jerichow I (t)                                 | 01.07.1950 | A > Landkreis Burg            |

## C
| kreisfreie Stadt | Datum      | Neubildung                           | Datum      | Auflösung                |
| ---------------- | ---------- | ------------------------------------ | ---------- | ------------------------ |
| Cassel           |            |                                      | 1926       | NÄ > Kassel              |
| Castrop-Rauxel   | 01.04.1928 | N < Landkreis Dortmund (t)           | 01.01.1975 | A > Kreis Recklinghausen |
| Celle            | 01.04.1885 | N < Steuerkreis Celle (t)            | 01.01.1973 | A > Landkreis Celle      |
| Charlottenburg   | 01.01.1877 | N < Kreis Teltow (t)                 | 01.10.1920 | A > Berlin               |
| Chemnitz         | 15.10.1874 | N < Amtshauptmannschaft Chemnitz (t) | 10.05.1953 | NÄ > Karl-Marx-Stadt     |
| Chemnitz         | 01.01.1990 | NÄ < Karl-Marx-Stadt                 |            |                          |
| Coblenz          | 01.10.1887 | N < Kreis Coblenz (t)                | 1926       | NÄ > Koblenz             |
| Coburg           |            |                                      |            |                          |
| Cöln             |            |                                      | 1919       | NÄ > Köln                |
| Cottbus          | 27.10.1886 | N < Kreis Cottbus (t)                | 01.07.1950 | A > Landkreis Cottbus    |
| Cottbus          | 01.03.1954 | N < Landkreis Cottbus (t)            |            |                          |
| Crefeld          | 14.10.1872 | N < Kreis Crefeld (t)                | 1929       | NÄ > Krefeld             |
| Crimmitschau     | 01.07.1924 | N < Amtshauptmannschaft Werdau (t)   | ca. 1946   | A > Landkreis Zwickau    |
| Cuxhaven         | 02.01.1924 | N < Landherrenschaft Ritzebüttel (t) | 01.08.1977 | A > Landkreis Cuxhaven   |

## D
| kreisfreie Stadt       | Datum      | Neubildung                                         | Datum      | Auflösung                            |
| ---------------------- | ---------- | -------------------------------------------------- | ---------- | ------------------------------------ |
| Darmstadt              | 01.11.1938 | N < Kreis Darmstadt (t)                            |            |                                      |
| Deggendorf             | 01.10.1879 | N < Bezirksamt Deggendorf (t)                      | 01.04.1940 | A > Landkreis Deggendorf             |
| Deggendorf             | 01.04.1948 | N < Landkreis Deggendorf (t)                       | 01.07.1972 | A > Landkreis Deggendorf             |
| Delmenhorst            | 30.10.1817 | N < Amt Delmenhorst                                | 10.05.1852 | A > Amt Delmenhorst                  |
| Delmenhorst            | 24.02.1903 | N < Amt Delmenhorst (t)                            |            |                                      |
| Dessau                 | 13.04.1933 | N < Kreis Dessau-Köthen (t)                        | 01.07.2007 | A > Dessau-Roßlau                    |
| Dessau-Roßlau          | 01.07.2007 | N < Dessau und Landkreis Anhalt-Zerbst (t)         |            |                                      |
| Detmold                |            |                                                    | 01.04.1934 | A > Kreis Detmold                    |
| Deutsch-Wilmersdorf    | 01.04.1907 | N < Kreis Teltow (t)                               | 01.04.1912 | NÄ > Berlin-Wilmersdorf              |
| Dillingen an der Donau | 01.04.1878 | N < Bezirksamt Dillingen an der Donau (t)          | 01.04.1940 | A > Landkreis Dillingen an der Donau |
| Dillingen an der Donau | 01.04.1948 | N < Landkreis Dillingen an der Donau (t)           | 01.07.1972 | A > Landkreis Dillingen an der Donau |
| Dinkelsbühl            |            |                                                    | 01.04.1940 | A > Landkreis Dinkelsbühl            |
| Döbeln                 | 01.04.1924 | N < Amtshauptmannschaft Döbeln (t)                 | ca. 1946   | A > Landkreis Döbeln                 |
| Donauwörth             |            |                                                    | 01.04.1940 | A > Landkreis Donauwörth             |
| Dortmund               | 15.02.1875 | N < Kreis Dortmund (t)                             |            |                                      |
| Dresden                | 15.10.1874 | N < Amtshauptmannschaft Dresden (t)                |            |                                      |
| Duisburg               | 24.01.1874 | N < Kreis Duisburg (grt)                           | 01.08.1929 | A > Duisburg-Hamborn                 |
| Duisburg               | 01.04.1935 | NÄ < Duisburg-Hamborn                              |            |                                      |
| Duisburg-Hamborn       | 01.08.1929 | N < Duisburg, Hamborn und Landkreis Düsseldorf (t) | 01.04.1935 | NÄ > Duisburg                        |
| Düsseldorf             | 13.05.1872 | N < Landkreis Düsseldorf                           |            |                                      |

## E
| kreisfreie Stadt | Datum      | Neubildung                                | Datum      | Auflösung                |
| ---------------- | ---------- | ----------------------------------------- | ---------- | ------------------------ |
| Eberswalde       | 01.04.1911 | N < Kreis Oberbarnim (t)                  | 01.07.1950 | A > Landkreis Oberbarnim |
| Eichstätt        |            |                                           | 01.04.1940 | A > Landkreis Eichstätt  |
| Eichstätt        | 01.04.1948 | N < Landkreis Eichstätt (t)               | 01.07.1972 | A > Landkreis Eichstätt  |
| Eisenach         | 01.10.1922 | N < III. Verwaltungsbezirk (Eisenach) (t) | 01.07.1950 | A > Landkreis Eisenach   |
| Eisenach         | 01.01.1998 | N < Wartburgkreis (t)                     | 01.07.2021 | A > Wartburgkreis        |
| Eisenhüttenstadt | 13.11.1961 | N < Stalinstadt und Kreis Fürstenberg (t) | 06.12.1993 | A > Landkreis Oder-Spree |
| Eisleben         | 01.04.1908 | N < Mansfelder Seekreis (t)               | 01.07.1950 | A > Landkreis Eisleben   |
| EKO-Wohnstadt    | 01.02.1953 | N < Kreis Fürstenberg (t)                 | 07.05.1953 | NÄ > Stalinstadt         |
| Elberfeld        |            |                                           | 01.08.1929 | A > Barmen-Elberfeld     |
| Emden            | 01.04.1885 | N < Steuerkreis Emden (t)                 |            |                          |
| Erfurt           | 01.01.1872 | N < Kreis Erfurt (t)                      |            |                          |
| Erlangen         |            |                                           |            |                          |
| Essen            | 28.02.1873 | N < Kreis Essen (t)                       |            |                          |

## F
| kreisfreie Stadt     | Datum      | Neubildung                                   | Datum      | Auflösung               |
| -------------------- | ---------- | -------------------------------------------- | ---------- | ----------------------- |
| Feldberg             |            |                                              | 15.01.1934 | A > Kreis Stargard      |
| Flensburg            | 01.04.1889 | N < Kreis Flensburg (t)                      |            |                         |
| Forchheim            | 01.01.1889 | N < Bezirksamt Forchheim (t)                 | 01.04.1940 | A > Landkreis Forchheim |
| Forchheim            | 01.04.1948 | N < Landkreis Forchheim (t)                  | 01.07.1972 | A > Landkreis Forchheim |
| Forst (Lausitz)      | 27.02.1897 | N < Kreis Sorau                              | 01.07.1950 | A > Landkreis Cottbus   |
| Frankenthal (Pfalz)  | 01.03.1920 | N < Bezirksamt Frankenthal (t)               |            |                         |
| Frankfurt am Main    |            |                                              |            |                         |
| Frankfurt (Oder)     |            |                                              |            |                         |
| Freiberg             | 01.01.1915 | N < Amtshauptmannschaft Freiberg (t)         | ca. 1946   | A > Landkreis Freiberg  |
| Freiburg im Breisgau | 29.06.1939 | N < Landkreis Freiburg (t)                   |            |                         |
| Freising             |            |                                              | 01.04.1940 | A > Landkreis Freising  |
| Freising             | 08.02.1946 | N < Landkreis Freising (t)                   | 01.07.1972 | A > Landkreis Freising  |
| Freital              | 01.04.1924 | N < Amtshauptmannschaft Dresden-Altstadt (t) | ca. 1946   | A > Landkreis Dresden   |
| Friedland            |            |                                              | 15.01.1934 | A > Kreis Stargard      |
| Fulda                | 01.04.1927 | N < Kreis Fulda (t)                          | 01.07.1974 | A > Landkreis Fulda     |
| Fürstenberg          |            |                                              | 15.01.1934 | A > Kreis Stargard      |
| Fürth                |            |                                              |            |                         |

## G
| kreisfreie Stadt   | Datum      | Neubildung                                               | Datum      | Auflösung                           |
| ------------------ | ---------- | -------------------------------------------------------- | ---------- | ----------------------------------- |
| Geestemünde        | 01.04.1922 | N < Kreis Geestemünde (t)                                | 01.11.1924 | A > Wesermünde                      |
| Geesthacht         | 02.01.1924 | N < Landherrenschaft Bergedorf (t)                       | 01.04.1937 | A > Kreis Herzogtum Lauenburg       |
| Gelsenkirchen      | 01.04.1897 | N < Kreis Gelsenkirchen (t)                              | 01.04.1928 | A > Gelsenkirchen-Buer              |
| Gelsenkirchen      | 21.05.1930 | NÄ < Gelsenkirchen-Buer                                  |            |                                     |
| Gelsenkirchen-Buer | 01.04.1928 | N < Buer, Gelsenkirchen und Landkreis Recklinghausen (t) | 21.05.1930 | NÄ > Gelsenkirchen                  |
| Gera               | 01.10.1922 | N < Landratsamt Gera (t)                                 |            |                                     |
| Gießen             | 01.11.1938 | N < Kreis Gießen (t)                                     | 01.01.1977 | A > Lahn                            |
| Gladbach-Rheydt    | 01.08.1929 | N < München-Gladbach, Rheydt und Kreis Gladbach (t)      | 01.08.1933 | A > M. Gladbach (grt) und Rheydt    |
| Gladbeck           | 01.01.1921 | N < Landkreis Recklinghausen (t)                         | 01.01.1975 | A > Bottrop                         |
| Gladbeck           | 06.12.1975 | N < Bottrop (t)                                          | 01.07.1976 | A > Kreis Recklinghausen            |
| Glauchau           | 01.04.1924 | N < Amtshauptmannschaft Glauchau (t)                     | ca. 1946   | A > Landkreis Glauchau              |
| Görlitz            | 01.07.1873 | N < Kreis Görlitz (t)                                    | 01.08.2008 | A > Landkreis Görlitz               |
| Goslar             | 01.04.1922 | N < Landkreis Goslar (t)                                 | 01.07.1972 | A > Landkreis Goslar                |
| Gotha              |            |                                                          | 01.07.1950 | A > Landkreis Gotha                 |
| Göttingen          | 01.04.1885 | N < Kreis Göttingen (t)                                  | 04.07.1964 | A > Landkreis Göttingen             |
| Greifswald         | 01.04.1913 | N < Kreis Greifswald (t)                                 | 01.07.1950 | A > Kreis Greifswald                |
| Greifswald         | 01.01.1974 | N < Kreis Greifswald                                     | 04.09.2011 | A > Landkreis Vorpommern-Greifswald |
| Greiz              | 01.10.1922 | N < Landratsamt Greiz (t)                                | 01.07.1950 | A > Landkreis Greiz                 |
| Guben              | 24.07.1884 | N < Kreis Guben (t)                                      | 01.07.1950 | A > Landkreis Cottbus               |
| Günzburg           | 01.04.1872 | N < Bezirksamt Günzburg (t)                              | 01.04.1940 | A > Landkreis Günzburg              |
| Günzburg           | 01.04.1949 | N < Landkreis Günzburg (t)                               | 01.07.1972 | A > Günzkreis                       |
| Güstrow            |            |                                                          | 01.07.1950 | A > Landkreis Güstrow               |

## H
| kreisfreie Stadt     | Datum      | Neubildung                    | Datum      | Auflösung                    |
| -------------------- | ---------- | ----------------------------- | ---------- | ---------------------------- |
| Hagen                | 01.04.1887 | N < Kreis Hagen (t)           |            |                              |
| Halberstadt          | 01.01.1891 | N < Kreis Halberstadt (t)     | 25.07.1952 | A > Landkreis Halberstadt    |
| Halle/Saale          | ca. 1965   | NÄ < Halle (Saale)            | 12.05.1967 | TA > Halle-Neustadt          |
| Halle/Saale          | 06.05.1990 | E < Halle-Neustadt            | 31.12.1995 | NÄ > Halle (Saale)           |
| Halle-Neustadt       | 12.05.1967 | N < Halle/Saale (t)           | 06.05.1990 | A > Halle (Saale)            |
| Halle (Saale)        |            |                               | ca. 1965   | NÄ > Halle/Saale             |
| Halle (Saale)        | 31.12.1995 | NÄ < Halle/Saale              |            |                              |
| Hamborn              | 01.05.1911 | N < Kreis Dinslaken (t)       | 01.08.1929 | A > Duisburg-Hamborn         |
| Hamburg              |            |                               |            |                              |
| Hameln               | 01.04.1923 | N < Kreis Hameln-Pyrmont (t)  | 01.01.1973 | A > Landkreis Hameln-Pyrmont |
| Hamm                 | 01.04.1901 | N < Landkreis Hamm (t)        |            |                              |
| Hanau                | 01.04.1886 | N < Kreis Hanau (t)           | 01.07.1974 | A > Main-Kinzig-Kreis        |
| Hannover             |            |                               | 01.11.2001 | A > Region Hannover          |
| Harburg              | 01.04.1885 | N < Kreis Harburg (t)         | 01.07.1927 | A > Harburg-Wilhelmsburg     |
| Harburg-Wilhelmsburg | 01.07.1927 | N < Harburg und Wilhelmsburg  | 01.04.1938 | A > Hamburg                  |
| Heidelberg           | 29.06.1939 | N < Landkreis Heidelberg (t)  |            |                              |
| Heilbronn            | 01.10.1938 | N < Landkreis Heilbronn (t)   |            |                              |
| Herford              | 01.04.1911 | N < Kreis Herford (t)         | 01.01.1969 | A > Landkreis Herford        |
| Herne                | 01.07.1906 | N < Landkreis Bochum (t)      |            |                              |
| Hildesheim           | 01.04.1885 | N < Kreis Hildesheim (t)      | 01.03.1974 | A > Landkreis Hildesheim     |
| Hof                  |            |                               |            |                              |
| Hörde                | 01.04.1911 | N < Landkreis Hörde (t)       | 01.04.1928 | A > Dortmund                 |
| Horn                 |            |                               | 01.04.1932 | A > Kreis Detmold            |
| Hoyerswerda          | 01.01.1996 | N < Landkreis Hoyerswerda (t) | 01.08.2008 | A > Landkreis Bautzen        |

## I
| kreisfreie Stadt | Datum      | Neubildung             | Datum      | Auflösung            |
| ---------------- | ---------- | ---------------------- | ---------- | -------------------- |
| Ingolstadt       |            |                        |            |                      |
| Iserlohn         | 01.04.1907 | N < Kreis Iserlohn (t) | 01.01.1975 | A > Märkischer Kreis |

## J
| kreisfreie Stadt   | Datum      | Neubildung                       | Datum      | Auflösung               |
| ------------------ | ---------- | -------------------------------- | ---------- | ----------------------- |
| Jena               | 01.10.1922 | N < Verwaltungsbezirk Apolda (t) |            |                         |
| Jever              |            |                                  | 27.04.1933 | A > Amt Friesland       |
| Johanngeorgenstadt | 17.12.1951 | N < Landkreis Aue (t)            | 20.06.1957 | A > Kreis Schwarzenberg |

## K
| kreisfreie Stadt           | Datum      | Neubildung                                    | Datum      | Auflösung                              |
| -------------------------- | ---------- | --------------------------------------------- | ---------- | -------------------------------------- |
| Kaiserslautern             | 01.03.1920 | N < Bezirksamt Kaiserslautern                 |            |                                        |
| Karl-Marx-Stadt            | 10.05.1953 | NÄ < Chemnitz                                 | 01.01.1990 | NÄ > Chemnitz                          |
| Karlsruhe                  | 29.06.1939 | N < Landkreis Karlsruhe (t)                   |            |                                        |
| Kassel                     | 1926       | NÄ < Cassel                                   |            |                                        |
| Kaufbeuren                 |            |                                               | 01.04.1940 | A > Landkreis Kaufbeuren               |
| Kaufbeuren                 | 01.04.1948 | N < Landkreis Kaufbeuren (t)                  |            |                                        |
| Kempten (Allgäu)           |            |                                               |            |                                        |
| Kiel                       | 14.11.1883 | N < Kreis Kiel (t)                            |            |                                        |
| Kitzingen                  |            |                                               | 01.04.1940 | A > Landkreis Kitzingen                |
| Kitzingen                  | 01.04.1948 | N < Landkreis Kitzingen (t)                   | 01.07.1972 | A > Landkreis Kitzingen                |
| Koblenz                    | 1926       | NÄ < Coblenz                                  |            |                                        |
| Köln                       | 1919       | NÄ < Cöln                                     |            |                                        |
| Königsberg in Franken      |            |                                               | 01.07.1920 | A > Bezirksamt Hofheim in Unterfranken |
| Konstanz                   | 29.06.1939 | N < Landkreis Konstanz (t)                    | 01.10.1953 | A > Landkreis Konstanz                 |
| Köthen                     | 01.08.1934 | N < Kreis Dessau-Köthen (t)                   | 01.07.1950 | A > Landkreis Köthen                   |
| Krefeld                    | 1929       | NÄ < Crefeld                                  | 01.08.1929 | A > Krefeld-Uerdingen am Rhein         |
| Krefeld                    | 25.04.1940 | NÄ < Krefeld-Uerdingen am Rhein               |            |                                        |
| Krefeld-Uerdingen am Rhein | 01.08.1929 | N < Krefeld und Kreise Kempen (t) und Krefeld | 25.04.1940 | NÄ > Krefeld                           |
| Kulmbach                   | 01.01.1890 | N < Bezirksamt Kulmbach (t)                   | 01.04.1940 | A > Landkreis Kulmbach                 |
| Kulmbach                   | 20.10.1945 | N < Landkreis Kulmbach (t)                    | 01.07.1972 | A > Landkreis Kulmbach                 |

## L
| kreisfreie Stadt      | Datum      | Neubildung                                           | Datum      | Auflösung                                |
| --------------------- | ---------- | ---------------------------------------------------- | ---------- | ---------------------------------------- |
| Lage                  |            |                                                      | 01.04.1932 | A > Kreis Detmold                        |
| Lahn                  | 01.01.1977 | N < Gießen und Landkreise Gießen (t) und Wetzlar (t) | 01.08.1979 | A > Landkreis Gießen und Lahn-Dill-Kreis |
| Landau in der Pfalz   | 01.01.1910 | N < Bezirksamt Landau in der Pfalz (t)               | 01.04.1940 | A > Landkreis Landau in der Pfalz        |
| Landau in der Pfalz   | 23.03.1949 | N < Landkreis Landau in der Pfalz (t)                |            |                                          |
| Landsberg am Lech     | 01.06.1877 | N < Bezirksamt Landsberg am Lech (t)                 | 01.04.1940 | A > Landkreis Landsberg am Lech          |
| Landsberg am Lech     | 01.04.1948 | N < Landkreis Landsberg am Lech (t)                  | 01.07.1972 | A > Landkreis Landsberg am Lech          |
| Landshut              |            |                                                      |            |                                          |
| Lehe                  | 01.04.1920 | N < Kreis Lehe (t)                                   | 01.11.1924 | A > Wesermünde                           |
| Leipzig               | 15.10.1874 | N < Amtshauptmannschaft Leipzig (t)                  |            |                                          |
| Lemgo                 |            |                                                      | 01.04.1934 | A > Kreis Lemgo                          |
| Leverkusen            | 01.04.1955 | N < Rhein-Wupper-Kreis (t)                           |            |                                          |
| Lichtenberg           | 01.04.1908 | N < Kreis Niederbarnim (t)                           | 01.10.1920 | A > Berlin                               |
| Lindau (Bodensee)     | 01.02.1922 | N < Bezirksamt Lindau (Bodensee) (t)                 | 01.04.1940 | A > Landkreis Lindau (Bodensee)          |
| Lindau (Bodensee)     | 25.09.1948 | N < Landkreis Lindau (Bodensee) (t)                  | 01.07.1972 | A > Landkreis Lindau (Bodensee)          |
| Linden                | 01.04.1886 | N < Kreis Linden (t)                                 | 01.01.1920 | A > Hannover                             |
| Lübeck                |            |                                                      |            |                                          |
| Lüdenscheid           | 01.04.1907 | N < Kreis Altena (t)                                 | 01.01.1969 | A > Landkreis Lüdenscheid                |
| Ludwigshafen am Rhein | 01.03.1920 | N < Bezirksamt Ludwigshafen am Rhein (t)             |            |                                          |
| Lüneburg              | 01.04.1885 | N < Steuerkreis Lüneburg (t)                         | 01.03.1974 | A > Landkreis Lüneburg                   |
| Lünen                 | 01.04.1928 | N < Landkreis Dortmund (t)                           | 01.01.1975 | A > Kreis Unna                           |

## M
| kreisfreie Stadt     | Datum      | Neubildung                           | Datum      | Auflösung                        |
| -------------------- | ---------- | ------------------------------------ | ---------- | -------------------------------- |
| Magdeburg            |            |                                      |            |                                  |
| Mainz                | 01.11.1938 | N < Kreis Mainz (t)                  |            |                                  |
| Mannheim             | 29.06.1939 | N < Bezirksamt Mannheim (t)          |            |                                  |
| Marburg              | 01.04.1929 | N < Kreis Marburg                    | 01.07.1974 | A > Landkreis Marburg-Biedenkopf |
| Marktredwitz         | 01.12.1919 | N < Bezirksamt Wunsiedel (t)         | 01.04.1940 | A > Landkreis Wunsiedel          |
| Marktredwitz         | 01.04.1948 | N < Landkreis Wunsiedel (t)          | 01.07.1972 | A > Landkreis Wunsiedel          |
| Meerane              | 01.04.1924 | N < Amtshauptmannschaft Glauchau (t) | ca. 1946   | A > Landkreis Glauchau           |
| Meißen               | 01.01.1915 | N < Amtshauptmannschaft Meißen (t)   | ca. 1946   | A > Landkreis Meißen             |
| Memmingen            |            |                                      | 01.04.1940 | A > Landkreis Memmingen          |
| Memmingen            | 01.04.1948 | N < Landkreis Memmingen (t)          |            |                                  |
| Merseburg            | 15.01.1921 | N < Kreis Merseburg (t)              | 01.07.1950 | A > Landkreis Merseburg          |
| Mirow                |            |                                      | 15.01.1934 | A > Kreis Stargard               |
| Mittweida            | 01.04.1924 | N < Amtshauptmannschaft Rochlitz (t) | ca. 1946   | A > Landkreis Rochlitz           |
| M. Gladbach          | 01.08.1933 | N < Gladbach-Rheydt (grt)            | 11.10.1960 | NÄ > Mönchengladbach             |
| Mönchengladbach      | 11.10.1960 | NÄ < M. Gladbach                     |            |                                  |
| Mühlhausen/Thüringen | 01.04.1892 | N < Kreis Mühlhausen (t)             | 01.07.1950 | A > Landkreis Mühlhausen         |
| Mülheim a. d. Ruhr   | 01.01.1904 | N < Kreis Mülheim an der Ruhr (t)    | 27.03.1991 | NÄ > Mülheim an der Ruhr         |
| Mülheim am Rhein     | 01.05.1901 | N < Kreis Mülheim am Rhein (t)       | 01.04.1914 | A > Cöln                         |
| Mülheim an der Ruhr  | 27.03.1991 | NÄ < Mülheim a. d. Ruhr              |            |                                  |
| München              |            |                                      |            |                                  |
| München-Gladbach     | 01.01.1888 | N < Kreis Gladbach (t)               | 01.08.1929 | A > Gladbach-Rheydt              |
| Münster              |            |                                      |            |                                  |

## N
| kreisfreie Stadt                         | Datum      | Neubildung                                    | Datum      | Auflösung                                 |
| ---------------------------------------- | ---------- | --------------------------------------------- | ---------- | ----------------------------------------- |
| Naumburg                                 | 01.04.1914 | N < Kreis Naumburg (t)                        | 01.07.1950 | A > Landkreis Weißenfels                  |
| Neubrandenburg                           |            |                                               | ca. 1940   | A > Landkreis Stargard                    |
| Neubrandenburg                           | 01.01.1969 | N < Kreis Neubrandenburg (t)                  | 04.09.2011 | A > Landkreis Mecklenburgische Seenplatte |
| Neuburg an der Donau                     |            |                                               | 01.04.1940 | A > Landkreis Neuburg an der Donau        |
| Neuburg an der Donau                     | 01.04.1948 | N < Landkreis Neuburg an der Donau (t)        | 01.07.1972 | A > Landkreis Neuburg an der Donau        |
| Neukölln                                 | 27.01.1912 | NÄ < Rixdorf                                  | 01.10.1920 | A > Berlin                                |
| Neumarkt in der Oberpfalz                | 01.01.1903 | N < Bezirksamt Neumarkt in der Oberpfalz (t)  | 01.04.1940 | A > Landkreis Neumarkt in der Oberpfalz   |
| Neumarkt in der Oberpfalz                | 01.04.1949 | N < Landkreis Neumarkt in der Oberpfalz (t)   | 01.07.1972 | A > Landkreis Neumarkt in der Oberpfalz   |
| Neumünster                               | 01.04.1901 | N < Landkreis Kiel (t)                        |            |                                           |
| Neuß                                     | 01.04.1913 | N < Kreis Neuß (t)                            | 21.11.1968 | NÄ > Neuss                                |
| Neuss                                    | 21.11.1968 | NÄ < Neuß                                     | 01.01.1975 | A > Kreis Neuss                           |
| Neustadt an der Haardt                   | 01.03.1920 | N < Bezirksamt Neustadt an der Haardt (t)     | 1936       | NÄ > Neustadt an der Weinstraße           |
| Neustadt an der Haardt                   | 1945       | NÄ < Neustadt an der Weinstraße               | 1950       | NÄ > Neustadt an der Weinstraße           |
| Neustadt an der Heide                    |            | s. Neustadt im Herzogtum / Freistaat Coburg   |            |                                           |
| Neustadt an der Weinstraße               | 1936       | NÄ < Neustadt an der Haardt                   | 1945       | NÄ > Neustadt an der Haardt               |
| Neustadt an der Weinstraße               | 1950       | NÄ < Neustadt an der Haardt                   |            |                                           |
| Neustadt bei Coburg                      | ca. 1920   | NÄ < Neustadt im Herzogtum / Freistaat Coburg | 01.04.1940 | A > Landkreis Coburg                      |
| Neustadt bei Coburg                      | 07.06.1946 | N < Landkreis Coburg (t)                      | 01.07.1972 | A > Landkreis Coburg                      |
| Neustadt im Herzogtum / Freistaat Coburg |            |                                               | ca. 1920   | NÄ > Neustadt bei Coburg                  |
| Neustrelitz                              |            |                                               | ca. 1940   | A > Landkreis Stargard                    |
| Neu-Ulm                                  | 01.03.1891 | N < Bezirksamt Neu-Ulm (t)                    | 01.04.1940 | A > Landkreis Neu-Ulm                     |
| Neu-Ulm                                  | 01.04.1948 | N < Landkreis Neu-Ulm (t)                     | 01.07.1972 | A > Illerkreis                            |
| Nordhausen                               | 01.04.1882 | N < Kreis Nordhausen (t)                      | 01.07.1950 | A > Landkreis Nordhausen                  |
| Nördlingen                               |            |                                               | 01.04.1940 | A > Landkreis Nördlingen                  |
| Nördlingen                               | 01.04.1948 | N < Landkreis Nördlingen (t)                  | 01.07.1972 | A > Landkreis Nördlingen-Donauwörth       |
| Nürnberg                                 |            |                                               |            |                                           |

## O
| kreisfreie Stadt  | Datum      | Neubildung                        | Datum      | Auflösung           |
| ----------------- | ---------- | --------------------------------- | ---------- | ------------------- |
| Oberhausen        | 01.04.1901 | N < Kreis Mülheim an der Ruhr (t) |            |                     |
| Oerlinghausen     | 01.04.1926 | N < Verwaltungsamt Schötmar       | 01.04.1932 | A > Kreis Lemgo     |
| Offenbach am Main | 01.11.1938 | N < Kreis Offenbach (t)           |            |                     |
| Ohrdruf           |            |                                   | 01.10.1922 | A > Landkreis Gotha |
| Oldenburg (Oldb)  |            |                                   |            |                     |
| Osnabrück         | 01.04.1885 | N < Steuerkreis Osnabrück (t)     |            |                     |
| Osterfeld         | 01.01.1922 | N < Landkreis Recklinghausen (t)  | 01.08.1929 | A > Oberhausen      |

## P
| kreisfreie Stadt | Datum      | Neubildung                                     | Datum      | Auflösung           |
| ---------------- | ---------- | ---------------------------------------------- | ---------- | ------------------- |
| Passau           |            |                                                |            |                     |
| Pforzheim        | 29.06.1939 | N < Bezirksamt Pforzheim (t)                   |            |                     |
| Pirna            | 01.04.1924 | N < Amtshauptmannschaft Pirna (t)              | ca. 1946   | A > Landkreis Pirna |
| Pirmasens        | 01.03.1920 | N < Bezirksamt Pirmasens (t)                   |            |                     |
| Plauen           | 01.01.1907 | N < Amtshauptmannschaft Plauen im Vogtland (t) | 01.08.2008 | A > Vogtlandkreis   |
| Potsdam          |            |                                                |            |                     |

## Q
| kreisfreie Stadt | Datum      | Neubildung                | Datum      | Auflösung                 |
| ---------------- | ---------- | ------------------------- | ---------- | ------------------------- |
| Quedlinburg      | 01.04.1911 | N < Kreis Quedlinburg (t) | 01.07.1950 | A > Landkreis Quedlinburg |

## R
| kreisfreie Stadt         | Datum      | Neubildung                                     | Datum      | Auflösung                              |
| ------------------------ | ---------- | ---------------------------------------------- | ---------- | -------------------------------------- |
| Radebeul                 | 01.07.1924 | N < Amtshauptmannschaft Dresden (t)            | ca. 1946   | A > Landkreis Dresden                  |
| Rathenow                 | 01.07.1925 | N < Kreis Westhavelland (t)                    | 01.07.1950 | A > Landkreis Westhavelland            |
| Recklinghausen           | 01.04.1901 | N < Kreis Recklinghausen (t)                   | 01.01.1975 | A > Kreis Recklinghausen               |
| Regensburg               |            |                                                |            |                                        |
| Reichenbach im Vogtland  | 01.04.1924 | N < Amtshauptmannschaft Plauen im Vogtland (t) | ca. 1946   | A > Landkreis Plauen                   |
| Remscheid                | 01.01.1888 | N < Kreis Lennep (t)                           |            |                                        |
| Rheydt                   | 01.04.1907 | N < Kreis Gladbach (t)                         | 01.08.1929 | A > Gladbach-Rheydt                    |
| Rheydt                   | 01.08.1933 | N < Gladbach-Rheydt (t)                        | 01.01.1975 | A > Mönchengladbach                    |
| Riesa                    | 01.07.1924 | N < Amtshauptmannschaft Großenhain (t)         | ca. 1946   | A > Landkreis Großenhain               |
| Rixdorf                  | 01.05.1899 | N < Kreis Teltow (t)                           | 27.01.1912 | NÄ > Neukölln                          |
| Rodach bei Coburg        |            |                                                | 01.04.1940 | A > Landkreis Coburg                   |
| Rosenheim                |            |                                                |            |                                        |
| Rostock                  |            |                                                |            |                                        |
| Rothenburg ob der Tauber |            |                                                | 01.04.1940 | A > Landkreis Rothenburg ob der Tauber |
| Rothenburg ob der Tauber | 01.04.1948 | N < Landkreis Rothenburg ob der Tauber (t)     | 01.07.1972 | A > Landkreis Ansbach                  |
| Rudolstadt               | 01.04.1893 | N < Landratsamt Rudolstadt (t)                 | 01.10.1922 | A > Landkreis Rudolstadt               |
| Rüstringen               | 28.05.1919 | N < Amt Rüstringen (t)                         | 01.04.1937 | A > Wilhelmshaven                      |

## S
| kreisfreie Stadt      | Datum      | Neubildung                                    | Datum      | Auflösung                          |
| --------------------- | ---------- | --------------------------------------------- | ---------- | ---------------------------------- |
| Saarbrücken           | 07.09.1909 | N < Kreis Saarbrücken (t)                     | 01.10.1920 | U > Saargebiet                     |
| Saarbrücken           | 01.03.1935 | U < Saargebiet                                | 16.02.1946 | U > Saarland                       |
| Saarbrücken           | 01.01.1957 | U < Saarland                                  | 01.01.1974 | A > Stadtverband Saarbrücken       |
| Salzgitter            | 23.01.1951 | NÄ < Watenstedt-Salzgitter                    |            |                                    |
| Salzwedel             | 17.12.1945 | N < Landkreis Salzwedel                       | 01.07.1950 | A > Landkreis Salzwedel            |
| Sankt Pauli, Vorstadt |            |                                               | 22.06.1894 | A > Hamburg                        |
| Schneeberg            | 17.12.1951 | N < Landkreis Aue (t)                         | 23.11.1958 | A > Kreis Aue                      |
| Schönberg             | 01.02.1919 | N < Fürstentum Ratzeburg                      | 15.01.1934 | A > Kreis Schönberg                |
| Schönebeck            | 01.02.1946 | N < Landkreis Calbe a./S.                     | 01.07.1950 | A > Landkreis Schönebeck           |
| Schöneberg            | 01.04.1899 | N < Kreis Teltow (t)                          | 01.04.1912 | NÄ > Berlin-Schöneberg             |
| Schötmar              | 01.04.1921 | N < Verwaltungsamt Schötmar                   | 01.04.1932 | A > Bad Salzuflen                  |
| Schwabach             |            |                                               | 01.04.1940 | A > Landkreis Schwabach            |
| Schwabach             | 01.04.1948 | N < Landkreis Schwabach (t)                   |            |                                    |
| Schwalenberg          |            | amtsfreier Flecken, seit 1906 amtsfreie Stadt | 01.04.1932 | A > Kreis Detmold                  |
| Schwandorf in Bayern  | 01.01.1920 | N < Bezirksamt Burglengenfeld (t)             | 01.04.1940 | A > Landkreis Burglengenfeld       |
| Schwandorf in Bayern  | 01.04.1948 | N < Landkreis Burglengenfeld (t)              | 01.07.1972 | A > Landkreis Schwandorf in Bayern |
| Schwedt/Oder          | 17.09.1961 | N < Landkreis Angermünde (t)                  | 06.12.1993 | A > Landkreis Uckermark            |
| Schweinfurt           |            |                                               |            |                                    |
| Schwerin              |            |                                               |            |                                    |
| Selb                  | 01.07.1919 | N < Bezirksamt Rehau (t)                      | 01.04.1940 | A > Landkreis Rehau                |
| Selb                  | 01.04.1946 | N < Landkreis Rehau (t)                       | 01.07.1972 | A > Landkreis Wunsiedel            |
| Siegen                | 01.03.1923 | N < Kreis Siegen (t)                          | 01.07.1966 | A > Landkreis Siegen               |
| Solingen              | 01.04.1896 | N < Kreis Solingen (t)                        |            |                                    |
| Sondershausen         | 01.10.1912 | N < Verwaltungsbezirk Sondershausen (t)       | 01.10.1922 | A > Landkreis Sondershausen        |
| Spandau               | 01.04.1887 | N < Kreis Osthavelland (t)                    | 01.10.1920 | A > Berlin                         |
| Speyer                | 01.03.1920 | N < Bezirksamt Speyer am Rhein (t)            |            |                                    |
| Stadthagen            |            |                                               | 01.04.1934 | A > Kreis Stadthagen               |
| Stalinstadt           | 07.05.1953 | NÄ < EKO-Wohnstadt                            | 13.11.1961 | A > Eisenhüttenstadt               |
| Stendal               | 01.04.1909 | N < Kreis Stendal (t)                         | 01.07.1950 | A > Landkreis Stendal              |
| Sterkrade             | 01.07.1917 | N < Kreis Dinslaken (t)                       | 01.08.1929 | A > Oberhausen                     |
| Stralsund             | 05.09.1873 | N < Kreis Franzburg (t)                       | 04.09.2011 | A > Landkreis Vorpommern-Rügen     |
| Straubing             |            |                                               |            |                                    |
| Strelitz              |            |                                               | 01.10.1931 | A > Neustrelitz                    |
| Stuttgart             |            |                                               |            |                                    |
| Suhl                  | 12.07.1967 | N < Kreis Suhl (t)                            |            |                                    |

## T
| kreisfreie Stadt | Datum      | Neubildung                    | Datum      | Auflösung                |
| ---------------- | ---------- | ----------------------------- | ---------- | ------------------------ |
| Traunstein       | 01.07.1876 | N < Bezirksamt Traunstein (t) | 01.04.1940 | A > Landkreis Traunstein |
| Traunstein       | 01.04.1948 | N < Landkreis Traunstein (t)  | 01.07.1972 | A > Landkreis Traunstein |
| Trier            |            |                               |            |                          |

## U
| kreisfreie Stadt | Datum      | Neubildung            | Datum | Auflösung |
| ---------------- | ---------- | --------------------- | ----- | --------- |
| Ulm              | 01.10.1938 | N < Landkreis Ulm (t) |       |           |

## V
| kreisfreie Stadt | Datum      | Neubildung             | Datum      | Auflösung                |
| ---------------- | ---------- | ---------------------- | ---------- | ------------------------ |
| Varel            |            |                        | 27.4.1933  | A > Amt Friesland        |
| Vegesack         |            |                        | 01.04.1938 | A > Bremen               |
| Viersen          | 01.08.1929 | N < Kreis Gladbach (t) | 01.01.1970 | A > Kreis Kempen-Krefeld |

## W
| kreisfreie Stadt        | Datum      | Neubildung                                        | Datum      | Auflösung                          |
| ----------------------- | ---------- | ------------------------------------------------- | ---------- | ---------------------------------- |
| Waltershausen           |            |                                                   | 01.10.1922 | A > Landkreis Gotha                |
| Wandsbek                | 01.04.1901 | N < Kreis Stormarn (t)                            | 01.04.1938 | A > Hamburg                        |
| Wanne-Eickel            | 01.04.1926 | N < Landkreise Bochum (t) und Gelsenkirchen (grt) | 01.01.1975 | A > Herne                          |
| Watenstedt-Salzgitter   | 17.04.1942 | N < Landkreise Goslar (t) und Wolfenbüttel (t)    | 23.01.1951 | NÄ > Salzgitter                    |
| Wattenscheid            | 01.04.1926 | N < Landkreis Gelsenkirchen (t)                   | 01.01.1975 | A > Bochum                         |
| Weiden in der Oberpfalz | 01.01.1919 | N < Bezirksamt Neustadt an der Waldnaab (t)       |            |                                    |
| Weimar                  | 01.10.1922 | N < I. Verwaltungsbezirk (Weimar) (t)             |            |                                    |
| Weißenburg in Bayern    |            |                                                   | 01.04.1940 | A > Landkreis Weißenburg in Bayern |
| Weißenburg in Bayern    | 01.04.1949 | N < Landkreis Weißenburg in Bayern (t)            | 01.07.1972 | A > Landkreis Weißenburg in Bayern |
| Weißenfels              | 01.04.1899 | N < Landkreis Weißenfels (t)                      | 01.07.1950 | A > Landkreis Weißenfels           |
| Werdau                  | 01.07.1924 | N < Amtshauptmannschaft Werdau (t)                | ca. 1946   | A > Landkreis Zwickau              |
| Wesenburg               |            |                                                   | 15.01.1934 | A > Kreis Stargard                 |
| Wesermünde              | 01.11.1924 | N < Geestemünde und Lehe                          | 01.01.1947 | NÄ > Bremerhaven                   |
| Wiesbaden               |            |                                                   |            |                                    |
| Wilhelmshaven           | 01.04.1919 | N < Kreis Wittmund (t)                            |            |                                    |
| Wismar                  |            |                                                   | 04.09.2011 | A > Landkreis Nordwestmecklenburg  |
| Witten                  | 01.04.1899 | N < Landkreis Bochum (t)                          | 01.01.1975 | A > Ennepe-Ruhr-Kreis              |
| Wittenberg              | 01.04.1922 | N < Kreis Wittenberg (t)                          | 01.07.1950 | A > Landkreis Wittenberg           |
| Wittenberge             | 01.08.1922 | N < Kreis Westprignitz (t)                        | 01.07.1950 | A > Landkreis Westprignitz         |
| Woldegk                 |            |                                                   | 15.01.1934 | A > Kreis Stargard                 |
| Wolfsburg               | 01.10.1951 | N < Kreis Gifhorn (t)                             |            |                                    |
| Worms                   | 01.11.1938 | N < Kreis Oppenheim (t)                           |            |                                    |
| Wuppertal               | 25.01.1930 | NÄ < Barmen-Elberfeld                             |            |                                    |
| Würzburg                |            |                                                   |            |                                    |
| Wurzen                  | 01.04.1924 | N < Amtshauptmannschaft Grimma (t)                | ca. 1946   | A > Landkreis Grimma               |

## Z
| kreisfreie Stadt | Datum      | Neubildung                          | Datum      | Auflösung               |
| ---------------- | ---------- | ----------------------------------- | ---------- | ----------------------- |
| Zeitz            | 01.04.1901 | N < Kreis Zeitz (t)                 | 01.07.1950 | A > Landkreis Zeitz     |
| Zella-Mehlis     | 01.04.1919 | N < Landratsamt Ohrdruf (t)         | 01.10.1922 | A > Landkreis Meiningen |
| Zella-Mehlis     | 23.09.1926 | N < Landkreis Meiningen (t)         | 01.10.1945 | A > Kreis Schleusingen  |
| Zerbst           | 25.03.1935 | N < Kreis Zerbst (t)                | 01.07.1950 | A > Landkreis Zerbst    |
| Zittau           | 01.01.1915 | N < Amtshauptmannschaft Zittau (t)  | ca. 1946   | A > Landkreis Zittau    |
| Zweibrücken      | 01.03.1920 | N < Bezirksamt Zweibrücken (t)      |            |                         |
| Zwickau          | 01.07.1907 | N < Amtshauptmannschaft Zwickau (t) | 01.08.2008 | A > Landkreis Zwickau   |

## Anzahl der kreisfreien Städte (Stadtkreise)
| Datum        | Veränderung | Anzahl |
| ------------ | --- | ------ |
| 18.01.1871   | | 68     |
| 01.01.1872   | + 1 (Erfurt) | 69     |
| 01.04.1872   | + 1 (Günzburg) | 70     |
| 20.04.1872   | + 1 (Düsseldorf) | 71     |
| 14.10.1872   | + 1 (Crefeld, von 1929 bis 1940 Krefeld-Uerdingen am Rhein, seitdem Krefeld) | 72     |
| 28.02.1873   | + 1 (Essen) | 73     |
| 01.07.1873   | + 1 (Görlitz) | 74     |
| (01.01.)1874 | + 1 (Stralsund) | 75     |
| 24.01.1874   | + 1 (Duisburg, von 1929 bis 1935 Duisburg-Hamborn) | 76     |
| 15.10.1874   | + 3 (Chemnitz, von 1953 bis 1989 Karl-Marx-Stadt, Dresden und Leipzig) | 79     |
| 15.02.1875   | + 1 (Dortmund) | 80     |
| 24.05.1876   | + 1 (Bochum) | 81     |
| 01.07.1876   | + 1 (Traunstein) | 82     |
| (01.01.)1877 | + 2 (Charlottenburg und Frankfurt (Oder)) | 84     |
| 01.06.1877   | + 1 (Landsberg am Lech) | 85     |
| 01.04.1878   | + 1 (Dillingen an der Donau) | 86     |
| 01.10.1878   | + 1 (Bielefeld) | 87     |
| 23.07.1879   | + 8 (Detmold, Lemgo, Bad Salzuflen, Lage, Horn, Blomberg, Barntrup, Schwalenberg (Amtsfreier Flecken)) | 95     |
| 01.10.1879   | + 1 (Deggendorf) | 96     |
| 01.04.1881   | + 1 (Brandenburg an der Havel) | 97     |
| 01.04.1882   | + 1 (Nordhausen) | 98     |
| 14.11.1883   | + 1 (Kiel) | 99     |
| 24.07.1884   | + 1 (Guben) | 100    |
| 01.04.1885   | + 7 (Celle, Emden, Göttingen, Harburg, Hildesheim, Lüneburg und Osnabrück) | 107    |
| (01.04.)1886 | + 2 (Hanau und Linden) | 109    |
| 27.10.1886   | + 1 (Cottbus) | 110    |
| 01.04.1887   | + 2 (Hagen und Spandau) | 112    |
| 01.10.1887   | + 2 (Bonn, Koblenz) | 114    |
| 01.01.1888   | + 2 (München-Gladbach, von 1929 bis 1933 Gladbach-Rheydt, von 1933 bis 1960 M. Gladbach, seitdem Mönchengladbach, und Remscheid) | 116    |
| 01.01.1889   | + 1 (Forchheim) | 117    |
| 01.04.1889   | + 1 (Flensburg) | 118    |
| 01.01.1890   | + 1 (Kulmbach) | 119    |
| 01.01.1891   | + 1 (Halberstadt) | 120    |
| 01.03.1891   | + 1 (Neu-Ulm) | 121    |
| 01.04.1892   | + 1 (Mühlhausen/Thüringen) | 122    |
| 1893         | + 1 (Rudolstadt) | 123    |
| 22.06.1894   | − 1 (Sankt Pauli, Vorstadt) | 122    |
| 01.04.1896   | + 1 (Solingen) | 123    |
| 27.02.1897   | + 1 (Forst (Lausitz)) | 124    |
| 01.04.1897   | + 1 (Gelsenkirchen, von 1928 bis 1930 Gelsenkirchen-Buer,) | 125    |
| 01.04.1899   | + 3 (Schöneberg, von 1912 bis 1920 Berlin-Schöneberg, Weißenfels und Witten) | 128    |
| 01.05.1899   | + 1 (Rixdorf, von 1912 bis 1920 Neukölln) | 129    |
| (01.01.)1900 | + 1 (Altenburg) | 130    |
| 01.04.1901   | + 7 (Aschersleben, Hamm, Neumünster, Oberhausen, Recklinghausen, Wandsbek und Zeitz) | 137    |
| 01.05.1901   | + 1 (Mülheim am Rhein) | 138    |
| 01.01.1903   | + 1 (Neumarkt in der Oberpfalz) | 139    |
| 24.02.1903   | + 1 (Delmenhorst) | 140    |
| 01.01.1904   | + 1 (Mülheim an der Ruhr) | 141    |
| 01.07.1906   | + 1 (Herne) | 142    |
| 01.01.1907   | + 2 (Plauen und Zwickau) | 144    |
| 01.04.1907   | + 4 (Deutsch-Wilmersdorf, von 1912 bis 1920 Berlin-Wilmersdorf, Iserlohn, Lüdenscheid und Rheydt) | 148    |
| 01.01.1908   | + 1 (Bad Kissingen) | 149    |
| 01.04.1908   | + 2 (Eisleben und Lichtenberg) | 151    |
| 01.04.1909   | + 1 (Stendal) | 152    |
| 07.09.1909   | + 1 (Saarbrücken) | 153    |
| 01.01.1910   | + 1 (Landau in der Pfalz) | 154    |
| 01.04.1911   | + 4 (Eberswalde, Herford, Hörde und Quedlinburg) | 158    |
| 01.05.1911   | + 1 (Hamborn) | 159    |
| 1912         | + 2 (Arnstadt und Sondershausen) | 161    |
| 01.02.1912   | + 1 (Buer) | 162    |
| 01.04.1913   | + 2 (Greifswald und Neuß) | 164    |
| 01.04.1914   | − 1 (Mülheim am Rhein); + 1 (Naumburg (Saale)) | 164    |
| 01.01.1915   | + 4 (Bautzen, Freiberg, Meißen und Zittau) | 168    |
| 01.07.1917   | + 1 (Sterkrade) | 169    |
| 01.01.1919   | + 1 (Weiden in der Oberpfalz) | 170    |
| 01.04.1919   | + 1 (Wilhelmshaven) | 171    |
| 28.05.1919   | + 1 (Rüstringen) | 172    |
| 01.07.1919   | + 1 (Selb) | 173    |
| 01.12.1919   | + 1 (Marktredwitz) | 174    |
| 1920         | − 1 (Linden); + 2 (Lehe und Zella-Mehlis) | 175    |
| 01.01.1920   | + 1 (Schwandorf in Bayern) | 176    |
| 01.03.1920   | + 7 (Frankenthal (Pfalz), Kaiserslautern, Ludwigshafen am Rhein, Neustadt an der Haardt, 1936 bis 1945 und seit 1950 Neustadt an der Weinstraße, Pirmasens, Speyer und Zweibrücken) | 183    |
| 01.07.1920   | − 1 (Königsberg in Franken) | 182    |
| 01.10.1920   | − 7 (Berlin-Schöneberg, bis 1912 Schöneberg, Berlin-Wilmersdorf, bis 1912 Deutsch-Wilmersdorf, Charlottenburg, Lichtenberg, Neukölln, bis 1912 Rixdorf, Saarbrücken und Spandau) | 175    |
| 1921         | + 1 (Schötmar) | 176    |
| 01.01.1921   | + 2 (Bottrop und Gladbeck) | 178    |
| 15.01.1921   | + 1 (Merseburg) | 179    |
| 01.04.1921   | + 4 (Güstrow, Rostock, Schwerin und Wismar) | 183    |
| 01.01.1922   | + 1 (Osterfeld) | 184    |
| 01.02.1922   | + 1 (Lindau (Bodensee)) | 185    |
| 01.04.1922   | + 3 (Geestemünde, Goslar und Wittenberg) | 188    |
| 01.08.1922   | + 1 (Wittenberge) | 189    |
| 01.10.1922   | − 5 (Ohrdruf, Rudolstadt, Sondershausen, Waltershausen und Zella-Mehlis); + 6 (Apolda, Eisenach, Gera, Greiz, Jena und Weimar) | 190    |
| 01.03.1923   | + 1 (Siegen) | 191    |
| 01.04.1923   | + 1 (Hameln) | 192    |
| 01.09.1923   | + 1 (Bocholt) | 193    |
| 02.01.1924   | + 3 (Bergedorf, Cuxhaven und Geesthacht) | 196    |
| 01.04.1924   | + 9 (Döbeln, Freital, Glauchau, Meerane, Mittweida, Pirna, Reichenbach im Vogtland und Wurzen) | 205    |
| 01.06.1924   | + 1 (Burg) | 206    |
| 30.06.1924   | + 1 (Aue) | 207    |
| 01.07.1924   | + 4 (Crimmitschau, Radebeul, Riesa und Werdau) | 211    |
| 01.11.1924   | − 2 (Geestemünde und Lehe); + 1 (Wesermünde, seit 1947 Bremerhaven) | 210    |
| 01.04.1925   | + 1 (Braunschweig) | 211    |
| 01.07.1925   | + 1 (Rathenow) | 212    |
| 1926         | + 1 (Oerlinghausen) | 213    |
| 01.04.1926   | + 2 (Wanne-Eickel und Wattenscheid) | 215    |
| 23.09.1926   | + 1 (Zella-Mehlis) | 216    |
| 01.04.1927   | + 1 (Fulda) | 217    |
| 01.07.1927   | − 2 (Harburg und Wilhelmsburg); + 1 (Harburg-Wilhelmsburg) | 216    |
| 01.04.1928   | − 2 (Buer und Hörde); + 2 (Castrop-Rauxel und Lünen) | 216    |
| 01.04.1929   | + 2 (Bad Reichenhall und Marburg) | 218    |
| 01.08.1929   | − 6 (Barmen, Elberfeld, Hamborn, Osterfeld, Rheydt und Sterkrade); + 2 (Barmen-Elberfeld, seit 1930 Wuppertal, und Viersen) | 214    |
| 01.04.1932   | - 7 (Lage, Horn, Blomberg, Schwalenberg, Barntrup, Schötmar und Oerlinghausen) | 207    |
| 13.04.1933   | + 2 (Bernburg (Saale), Dessau, seit 2007 Dessau-Roßlau) | 209    |
| 27.04.1933   | − 2 (Jever und Varel) | 207    |
| 01.08.1933   | + 1 (Rheydt) | 208    |
| 01.04.1934   | − 5 (Bückeburg, Stadthagen, Detmold, Lemgo, Bad Salzuflen) | 203    |
| 01.08.1934   | + 1 (Köthen) | 204    |
| 01.03.1935   | + 1 (Saarbrücken) | 205    |
| 25.03.1935   | + 1 (Zerbst) | 206    |
| 01.04.1935   | + 2 (Neubrandenburg und Neustrelitz) | 208    |
| 24.09.1936   | − 1 (Zella-Mehlis) | 207    |
| 01.04.1937   | − 2 (Geesthacht und Rüstringen) | 205    |
| 01.04.1938   | − 5 (Altona, Bergedorf, Harburg-Wilhelmsburg, Vegesack und Wandsbek) | 200    |
| 01.10.1938   | + 2 (Heilbronn und Ulm) | 202    |
| 01.11.1938   | + 5 (Darmstadt, Gießen, Mainz, Offenbach am Main und Worms) | 207    |
| 29.06.1939   | + 7 (Baden-Baden, Freiburg im Breisgau, Heidelberg, Karlsruhe, Konstanz, Mannheim und Pforzheim) | 214    |
| 01.11.1939   | − 1 (Bremerhaven) | 213    |
| 1940         | − 2 (Neubrandenburg und Neustrelitz) | 211    |
| 01.04.1940   | − 30 (Bad Kissingen, Bad Reichenhall, Deggendorf, Dillingen an der Donau, Dinkelsbühl, Donauwörth, Eichstätt, Forchheim, Freising, Günzburg, Kaufbeuren, Kitzingen, Kulmbach, Landau in der Pfalz, Landsberg am Lech, Lindau (Bodensee), Marktredwitz, Memmingen, Neuburg an der Donau, Neumarkt in der Oberpfalz, Neustadt bei Coburg, Neu-Ulm, Nördlingen, Rodach bei Coburg, Rothenburg ob der Tauber, Schwabach, Schwandorf in Bayern, Selb, Traunstein und Weißenburg in Bayern) | 181    |
| 01.04.1942   | + 1 (Watenstedt-Salzgitter, seit 1951 Salzgitter) | 182    |
| 20.10.1945   | + 1 (Kulmbach) | 183    |
| 1946         | − 17 (Aue, Bautzen, Crimmitschau, Döbeln, Freiberg, Freital, Glauchau, Meerane, Meißen, Mittweida, Pirna, Radebeul, Reichenbach im Vogtland, Riesa, Werdau, Wurzen und Zittau); | 166    |
| 08.02.1946   | + 1 (Freising) | 167    |
| 16.02.1946   | − 1 (Saarbrücken) | 166    |
| 01.04.1946   | + 1 (Selb) | 167    |
| 07.06.1946   | + 1 (Neustadt bei Coburg) | 168    |
| 01.04.1948   | + 18 (Bad Kissingen, Bad Reichenhall, Deggendorf, Dillingen an der Donau, Eichstätt, Forchheim, Kaufbeuren, Kitzingen, Landsberg am Lech, Marktredwitz, Memmingen, Neuburg an der Donau, Neu-Ulm, Nördlingen, Rothenburg ob der Tauber, Schwabach, Schwandorf in Bayern und Traunstein) | 186    |
| 25.09.1948   | + 1 (Lindau (Bodensee)) | 187    |
| 23.03.1949   | + 1 (Landau in der Pfalz) | 188    |
| 01.04.1949   | + 3 (Günzburg, Neumarkt in der Oberpfalz und Weißenburg in Bayern) | 191    |
| 01.07.1950   | − 31 (Altenburg, Apolda, Arnstadt, Aschersleben, Bernburg (Saale), Burg, Cottbus, Eberswalde, Eisenach, Eisleben, Forst (Lausitz), Gotha, Greifswald, Greiz, Guben, Güstrow, Köthen, Merseburg, Mühlhausen/Thüringen, Naumburg (Saale), Nordhausen, Quedlinburg, Rathenow, Salzwedel, Schönebeck, Stendal, Weißenfels, Wittenberg, Wittenberge, Zeitz und Zerbst) | 160    |
| 01.10.1951   | + 1 (Wolfsburg) | 161    |
| 17.12.1951   | + 2 (Johanngeorgenstadt und Schneeberg) | 163    |
| 25.07.1952   | − 1 (Halberstadt) | 162    |
| 01.02.1953   | + 1 (Stalinstadt) | 163    |
| 01.10.1953   | − 1 (Konstanz) | 162    |
| 01.03.1954   | + 1 (Cottbus) | 163    |
| 01.04.1955   | + 1 (Leverkusen) | 164    |
| 01.01.1957   | + 1 (Saarbrücken) | 165    |
| 20.06.1957   | − 1 (Johanngeorgenstadt) | 164    |
| 23.11.1958   | − 1 (Schneeberg) | 163    |
| 17.09.1961   | + 1 (Schwedt/Oder) | 164    |
| 13.11.1961   | − 1 (Stalinstadt); + 1 (Eisenhüttenstadt) | 164    |
| 04.07.1964   | − 1 (Göttingen) | 163    |
| 01.07.1966   | − 1 (Siegen) | 162    |
| 12.05.1967   | + 2 (Halle-Neustadt, Suhl) | 164    |
| 01.01.1969   | − 2 (Herford und Lüdenscheid); + 1 (Neubrandenburg) | 163    |
| 01.01.1970   | − 1 (Viersen) | 162    |
| 01.07.1972   | − 24 (Bad Kissingen, Bad Reichenhall, Deggendorf, Dillingen an der Donau, Eichstätt, Forchheim, Freising, Goslar, Günzburg, Kitzingen, Kulmbach, Landsberg am Lech, Lindau (Bodensee), Marktredwitz, Neuburg an der Donau, Neumarkt in der Oberpfalz, Neustadt bei Coburg, Neu-Ulm, Nördlingen, Rothenburg ob der Tauber, Schwandorf in Bayern, Selb, Traunstein und Weißenburg in Bayern)                                                                                            | 138    |
| 01.01.1973   | − 2 (Celle und Hameln) | 136    |
| 01.01.1974   | − 1 (Saarbrücken); + 1 (Greifswald) | 136    |
| 01.03.1974   | − 2 (Hildesheim und Lüneburg) | 134    |
| 01.07.1974   | − 3 (Fulda, Hanau und Marburg an der Lahn) | 131    |
| 01.01.1975   | − 11 (Bocholt, Castrop-Rauxel, Gladbeck, Iserlohn, Lünen, Neuss, Recklinghausen, Rheydt, Wanne-Eickel, Wattenscheid und Witten) | 120    |
| 06.12.1975   | + 1 (Gladbeck) | 121    |
| 01.07.1976   | − 1 (Gladbeck) | 120    |
| 01.01.1977   | − 1 (Gießen); + 1 (Lahn) | 120    |
| 01.08.1977   | − 1 (Cuxhaven) | 119    |
| 01.08.1979   | − 1 (Lahn) | 118    |
| 06.05.1990   | − 1 (Halle-Neustadt) | 117    |
| 06.12.1993   | − 2 (Eisenhüttenstadt und Schwedt/Oder) | 115    |
| 01.01.1996   | + 1 (Hoyerswerda) | 116    |
| 01.01.1998   | + 1 (Eisenach) | 117    |
| 01.11.2001   | − 1 (Hannover) | 116    |
| 01.08.2008   | − 4 (Görlitz, Hoyerswerda, Plauen und Zwickau) | 112    |
| 21.10.2009   | − 1 (Aachen) (teilweise) | 111    |
| 04.09.2011   | − 4 (Greifswald, Neubrandenburg, Stralsund und Wismar) | 107    |
| 01.07.2021   | - 1 (Eisenach) | 106    |